# Atalanta Bergamasca Calcio 1954-1955
Questa pagina raccoglie i dati riguardanti l'Atalanta Bergamasca Calcio nelle competizioni ufficiali della stagione 1954-1955.

## Stagione
La squadra nella Serie A 1954-1955 ottiene una salvezza sofferta, classificandosi al quindicesimo posto, per via della sterilità offensiva (salvata dalla prolificità del solo Rasmussen che sigla 16 reti), compensata però dalla grande tenuta difensiva, 38 reti subite, seconda soltanto al Milan campione d'Italia, che subirono soltanto 35 gol. È anche l'anno di Catania-Atalanta 1-0, partita risultata poi "aggiustata" dall'arbitro Scaramella, che costò la retrocessione a tavolino degli etnei.
La Coppa Italia non venne disputata.

## Rosa
| N. |                   | Ruolo | Calciatore        |
| -- | ----------------- | ----- | ----------------- |
|    | Italia (bandiera) | P     | Angelo Boccardi   |
|    | Italia (bandiera) | P     | Ezio Galbiati     |
|    | Italia (bandiera) | P     | Ideo Stefani      |
|    | Italia (bandiera) | D     | Stefano Angeleri  |
|    | Italia (bandiera) | D     | Giovanni Cattozzo |
|    | Italia (bandiera) | D     | Giulio Corsini    |
|    | Italia (bandiera) | D     | Livio Roncoli     |
|    | Italia (bandiera) | C     | Carlo Annovazzi   |
|    | Italia (bandiera) | C     | Alberto Fommei    |
|    | Italia (bandiera) | C     | Giuseppe Nuoto    |

| N. |                      | Ruolo | Calciatore          |
| -- | -------------------- | ----- | ------------------- |
|    | Italia (bandiera)    | C     | Elio Rampinelli     |
|    | Danimarca (bandiera) | C     | Poul Aage Rasmussen |
|    | Italia (bandiera)    | C     | Angelo Villa        |
|    | Italia (bandiera)    | C     | Franco Vittoni      |
|    | Italia (bandiera)    | C     | Luigi Zannier       |
|    | Italia (bandiera)    | A     | Adriano Bassetto    |
|    | Italia (bandiera)    | A     | Alvaro Biagini      |
|    | Italia (bandiera)    | A     | Luigi Brugola       |
|    | Italia (bandiera)    | A     | Ennio Lenuzza       |
|    | Italia (bandiera)    | A     | Angelo Longoni      |

## Risultati

### Serie A

#### Girone di andata
| Bergamo 19 settembre 1954 1ª giornata | SPAL            | 0 – 0 | Atalanta | Stadio Comunale\| Arbitro: \| Maurelli (Roma) \| |
| Arbitro:                              | Maurelli (Roma) |       |          |                                                  |

| Arbitro: | Pieri (Trieste) |

|                           |           |  |
| Rasmussen 72’ Brugola 86’ | Marcatori |  |

| Arbitro: | Arpaia (Roma) |

|                                               |           |              |
| Nordahl 47’ Zannier 65’ (aut.) Schiaffino 76’ | Marcatori | 82’ Bassetto |

| Arbitro: | Liverani (Torino) |

|                                    |           |            |
| Longoni 6’ Brugola 29’ Vittoni 89’ | Marcatori | 70’ Vivolo |

| Arbitro: | Maurelli (Roma) |

|             |           |                            |
| Hofling 67’ | Marcatori | 49’ Annovazzi 80’ Bassetto |

| Arbitro: | Pieri (Trieste) |

|              |           |               |
| Bassetto 13’ | Marcatori | 71’ Bernardin |

| Arbitro: | Bernardi (Bologna) |

|                    |           |               |
| Conti 21’ Mari 60’ | Marcatori | 50’ Rasmussen |

| Bergamo 7 novembre 1954 8ª giornata | Atalanta        | 0 – 0 | Triestina | Stadio Comunale\| Arbitro: \| Moriconi (Roma) \| |
| Arbitro:                            | Moriconi (Roma) |       |           |                                                  |

| Arbitro: | Jonni (Macerata) |

|              |           |             |
| Bassetto 67’ | Marcatori | 44’ Venturi |

| Arbitro: | Grandville (Roma) |

|                          |           |               |
| Mariani 15’ Bizzarri 82’ | Marcatori | 23’ Rasmussen |

| Arbitro: | Scaramella (Roma) |

|               |           |  |
| Spikofski 23’ | Marcatori |  |

| Arbitro: | Marchese (Napoli) |

|                                               |           |  |
| Bassetto 19’ Rasmussen 22’, 28’ Annovazzi 75’ | Marcatori |  |

| Bologna 26 dicembre 1954 13ª giornata | Bologna         | 0 – 0 | Atalanta | Stadio Renato Dall'Ara\| Arbitro: \| Rigato (Mestre) \| |
| Arbitro:                              | Rigato (Mestre) |       |          |                                                         |

| Arbitro: | Arpaia (Roma) |

|  |           |                          |
|  | Marcatori | 23’ Frizzi 61’ Dal Monte |

| Arbitro: | Bellè (Venezia) |

|               |           |           |
| Rasmussen 35’ | Marcatori | 8’ Amadei |

| Torino 23 gennaio 1955 16ª giornata | Juventus        | 0 – 0 | Atalanta | Stadio Comunale\| Arbitro: \| Corallo (Lecce) \| |
| Arbitro:                            | Corallo (Lecce) |       |          |                                                  |

| Arbitro: | Bernardi (Bologna) |

|  |           |                                  |
|  | Marcatori | 64’ (rig.) Pinardi 76’ Selmosson |

#### Girone di ritorno
| Bergamo 6 febbraio 1955 18ª giornata | Atalanta          | 0 – 0 | SPAL | Stadio Comunale\| Arbitro: \| Liverani (Torino) \| |
| Arbitro:                             | Liverani (Torino) |       |      |                                                    |

| Arbitro: | Scaramella (Roma) |

|                    |           |               |
| Sentimenti III 49’ | Marcatori | 41’ Rasmussen |

| Arbitro: | Orlandini (Roma) |

|               |           |             |
| Rasmussen 79’ | Marcatori | 82’ Nordahl |

| Arbitro: | Bonetto (Torino) |

|            |           |  |
| Hansen 57’ | Marcatori |  |

| Arbitro: | Lo Bello (Siracusa) |

|               |           |                                |
| Rasmussen 23’ | Marcatori | 24’ Cecconi 61’ (rig.) Pratesi |

| Arbitro: | Agnolin (Bassano del Grappa) |

|                                        |           |  |
| Passarin 13’ Lorenzi 28’ Brighenti 79’ | Marcatori |  |

| Arbitro: | Bonetto (Torino) |

|             |           |           |
| Brugola 53’ | Marcatori | 14’ Conti |

| Arbitro: | Scaramella (Roma) |

|                            |           |               |
| Secchi 25’, 69’ Dorigo 45’ | Marcatori | 74’ Rasmussen |

| Roma 10 aprile 1955 26ª giornata | Roma            | 0 – 0 | Atalanta | Stadio Olimpico\| Arbitro: \| Rigato (Mestre) \| |
| Arbitro:                         | Rigato (Mestre) |       |          |                                                  |

| Arbitro: | Liverani (Torino) |

|                                          |           |                  |
| Rasmussen 24’, 40’, 54’ Brugola 42’, 82’ | Marcatori | 60’ (aut.) Villa |

| Arbitro: | Orlandini (Roma) |

|                                              |           |  |
| Rasmussen 31’, 87’ Annovazzi 37’ Lenuzza 70’ | Marcatori |  |

| Arbitro: | Agnolin (Bassano del Grappa) |

|  |           |               |
|  | Marcatori | 81’ Rasmussen |

| Arbitro: | Pieri (Trieste) |

|  |           |                |
|  | Marcatori | 83’ Cervellati |

| Arbitro: | Agnolin (Bassano del Grappa) |

|           |           |  |
| Corso 36’ | Marcatori |  |

| Arbitro: | Moriconi (Roma) |

|             |           |  |
| Jeppson 82’ | Marcatori |  |

| Arbitro: | Piemonte (Monfalcone) |

|                                |           |            |
| Travia 21’ (aut.) Bassetto 80’ | Marcatori | 83’ Praest |

| Arbitro: | Marchese (Napoli) |

|                                        |           |           |
| Selmosson 15’ Castaldo 83’ Bettini 85’ | Marcatori | 44’ Villa |

## Statistiche

### Statistiche di squadra
| Competizione | Punti | In casa | In casa | In casa | In casa | In casa | In casa | In trasferta | In trasferta | In trasferta | In trasferta | In trasferta | In trasferta | Totale | Totale | Totale | Totale | Totale | Totale | DR |
| Competizione | Punti | G       | V       | N       | P       | Gf      | Gs      | G            | V            | N            | P            | Gf           | Gs           | G      | V      | N      | P      | Gf     | Gs     | DR |
| ------------ | ----- | ------- | ------- | ------- | ------- | ------- | ------- | ------------ | ------------ | ------------ | ------------ | ------------ | ------------ | ------ | ------ | ------ | ------ | ------ | ------ | -- |
| Serie A      | 28    | 17      | 6       | 7       | 4       | 26      | 16      | 17           | 2            | 5            | 10           | 9            | 22           | 34     | 8      | 12     | 14     | 35     | 38     | -3 |

### Statistiche dei giocatori
Nel computo dei gol segnati si consideri una autorete a favore.
| Giocatore      | Serie A  | Serie A |
| Giocatore      | Presenze | Reti    |
| -------------- | -------- | ------- |
| A. Boccardi    | 17       | -18     |
| E. Galbiati    | 10       | -8      |
| I. Stefani     | 7        | -12     |
| S. Angeleri    | 32       | 0       |
| G. Cattozzo    | 26       | 0       |
| G. Corsini     | 34       | 0       |
| L. Roncoli     | 8        | 0       |
| C. Annovazzi   | 32       | 3       |
| A. Fommei      | 4        | 0       |
| G. Nuoto       | 10       | 0       |
| E. Rampinelli  | 0        | 0       |
| P.A. Rasmussen | 33       | 16      |
| A. Villa       | 34       | 1       |
| F. Vittoni     | 4        | 1       |
| L. Zannier     | 30       | 0       |
| A. Bassetto    | 32       | 6       |
| A. Biagini     | 4        | 0       |
| L. Brugola     | 34       | 5       |
| E. Lenuzza     | 7        | 1       |
| A. Longoni     | 16       | 1       |